# Teddy Award

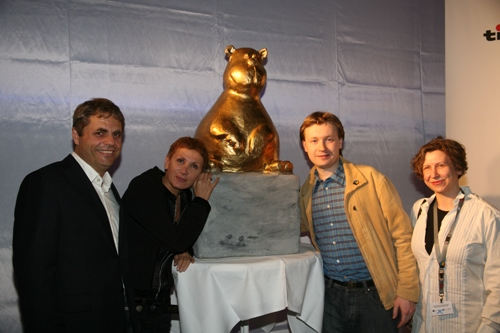
Plusieurs militants LGBT, dont Jacques Teyssier et Nikolaï Alekseïev, posant à côté d'une sculpture du Teddy Award en 2007.

Le Teddy Award est une récompense cinématographique décernée depuis 1987 par un jury international (composé d'organisateurs de festivals de films gay et lesbiens) de la Berlinale aux films qui célèbrent l'homosexualité au cinéma.
Conçu par Ralf König sous la forme d'un ours en peluche, d'où son nom, le trophée est remis au vainqueur avec 3 000 euros (en 2008).
Lors de la première remise de prix en 1987, des films de réalisateurs alors peu connus, Pedro Almodóvar et Gus van Sant, sont récompensés ce qui légitime la crédibilité cinématographique de ce prix.

## Palmarès

### Années 1980
- 1987 :
  - Meilleur film : La Loi du désir (La ley del deseo) – Réalisateur : Pedro Almodóvar
  - Meilleur court-métrage : Five Ways to Kill Yourself et My New Friend – Réalisateur : Gus van Sant
- 1988 :
  - Meilleur film : The Last of England – Réalisateur : Derek Jarman
  - Meilleur documentaire/Essai : Rights and Reactions – Réalisateur : Phil Zwickler
  - Meilleur documentaire/Essai : Die Wiese der Sachen – Réalisateur : Heinz Emigholz
  - Meilleur court-métrage: Alfalfa – Réalisateur : Richard Kwietniowski
  - Prix du jury : Tilda Swinton
  - Prix des lecteurs du Siegessäule : The Last of England – Réalisateur : Derek Jarman
- 1989 :
  - Meilleur film : Looking for Langston – Réalisateur : Isaac Julien
  - Meilleur film : Fun Down There – Réalisateur : Roger Stigliano
  - Meilleur documentaire/essai : Tiny and Ruby: Hell Divin' Women – Réalisateurs : Greta Schiller et Andrea Weiss
  - Meilleur documentaire/essai : Urinal – Réalisateur : John Greyson

### Années 1990
- 1990 :
  - Meilleur film : Coming Out – Réalisateur : Heiner Carow
  - Meilleur documentaire/essai : Tongues Untied (en) – Réalisateur : Marlon T. Riggs
  - Meilleur court-métrage : Trojans – Réalisateur : Constantinos Giannaris
  - Prix du jury : Silence=Death & Positiv – Réalisateur : Rosa von Praunheim
- 1991 :
  - Meilleur film : Poison – Réalisateur : Todd Haynes
  - Meilleur documentaire/essai : Paris is Burning – Réalisateur : Jennie Livingston
  - Meilleur court-métrage : Relax – Réalisateur : Chris Newby (en)
  - Prix du jury : The Making of Monsters (en) – Réalisateur : John Greyson
  - Prix spécial : Forbidden Love – Réalisateur : Vladislav Kvasnicka
- 1992 :
  - Meilleur film : Together Alone – Réalisateur : P. J. Castellaneta (en)
  - Meilleur documentaire/essai : Voices from the Front – Réalisateurs : David Meieran, Robyn Hut et Sandra Elgear
  - Meilleur court-métrage : Caught Looking – Réalisateur : Constantin Giannaris
  - Prix du jury : Edward II – Réalisateur : Derek Jarman
  - Prix du public : Swoon – Réalisateur : Tom Kalin (en)
- 1993 :
  - Meilleur film : Wittgenstein – Réalisateur : Derek Jarman
  - Meilleur documentaire/essai : Silverlake Life: The View from Here – Réalisateurs : Tom Joslin et Peter Friedman
  - Meilleur court-métrage : P(l)ain Truth – Réalisateur : Ilppo Pohjola
  - Prix du public : Sex is... – Réalisateur : Marc Huestis
- 1994 :
  - Meilleur film : Go Fish – Réalisateur : Rose Troche
  - Meilleur documentaire/essai : Coming Out Under Fire (en) – Réalisateur : Arthur Dong (en)
  - Meilleur court-métrage : Carmelita Tropicana – Réalisateur : Ela Troyano
  - Prix du jury : Remembrance of Things Fast: True Stories Visual Lies – Réalisateur : John Maybury
  - Prix des lecteurs du Siegessäule : Heavy Blow – Réalisateur : Hoang Allen Duong
  - Prix du public : Fraise et Chocolat (Fresa y chocolate) – Réalisateurs : Tomas Gutierrez Alea et Juan Carlos Tabio
- 1995 :
  - Meilleur film : The Last Supper – Réalisateur : Cynthia Roberts
  - Meilleur documentaire/essai : Complaints of a Dutiful Daughter – Réalisateur : Deborah Hoffmann (en)
  - Meilleur court-métrage : Trevor – Réalisateur : Peggy Rajski (en)
  - Prix du jury : Marble Ass (en) – Réalisateur : Želimir Žilnik
  - Prix des lecteurs du Siegessäule : Ballot Measure 9 – Réalisateur : Heather McDonald
  - Prix du public : Prêtre – Réalisateur : Antonia Bird
- 1996 :
  - Meilleur film : The Watermelon Woman – Réalisateur : Cheryl Dunye
  - Meilleur documentaire/essai : The Celluloid Closet - Réalisateurs : Rob Epstein et Jeffrey Friedman
  - Meilleur documentaire/essai : I'll Be Your Mirror – Réalisateurs : Nan Goldin et Edmund Coulthard
  - Meilleur court-métrage : Unbound – Réalisateur : Claudia Morgado Escanilla (en)
  - Meilleur court-métrage : Alkali, Iowa – Réalisateur : Mark Christopher
  - Prix du jury : Jerry Tartaglia pour la conservation des films de Jack Smith
  - Prix des lecteurs du Siegessäule: Paris Was a Woman – Réalisateur : Greta Schiller
- 1997 :
  - Meilleur film : All Over Me – Réalisateur : Alex Sichel
  - Meilleur documentaire/essai : Murder and Murder – Réalisateur : Yvonne Rainer
  - Meilleur documentaire : Heldinnen der Liebe – Réalisateurs : Nathalie Percillier et Lily Besilly
  - Teddy Spécial : Romy Haag
  - Prix des lecteurs du Siegessäule : All Over Me – Réalisateur : Alex Sichel
- 1998 :
  - Meilleur film : Yue Kuai Le, Yue Kuo Luo – Réalisateur : Stanley Kwan
  - Meilleur documentaire/essai : The Brandon Teena Story – Réalisateurs : Susan Muska et Gréta Olafsdóttir
  - Meilleur court-métrage : Peppermills – Réalisateur : Isabel Hegner
  - Prix du jury : Ang Lakai sa buhay ni selya – Réalisateur : Carlos Siguion-Reyna
  - Teddy spécial : Richard O'Brien
  - Prix des lecteurs du Siegessaüle : The Brandon Teena Story – Réalisateurs : Susan Muska et Gréta Olafsdóttir
  - Prix spécial : Uncut – Réalisateur : John Greyson
- 1999 :
  - Meilleur film : Fucking Åmål – Réalisateur : Lukas Moodysson
  - Meilleur documentaire/essai : The Man Who Drove With Mandela – Réalisateur : Greta Schiller
  - Meilleur court-métrage : Liu Awaiting Spring – Réalisateur : Andrew Soo
  - Prix du jury : tous les films allemands gays et lesbiens de la Berlinale 1999
  - Prix des lecteurs du Siegessäule : Trick – Réalisateur : Jim Fall

### Décennie 2000
- 2000 :

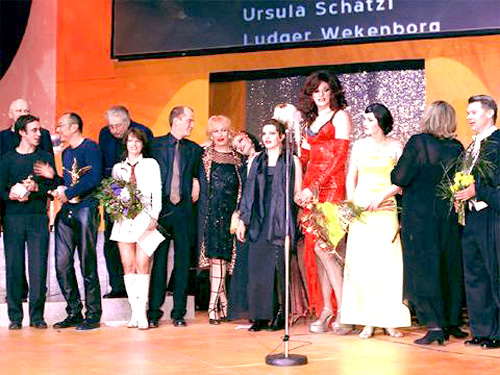
Cérémonie du Teddy Award en 2002.

  - Meilleur film : Gouttes d'eau sur pierres brûlantes – Réalisateur : François Ozon
  - Meilleur documentaire/essai : Pharagraph 175 – Réalisateurs : Rob Epstein et Jeffrey Friedman
  - Meilleur court-métrage : Hartes Brot – Réalisateur : Nathalie Percillier
  - Prix du jury : Drôle de Félix – Réalisateurs : Olivier Ducastel et Jacques Martineau
  - Prix du jury : CHRISSY – Réalisateur : Jacqui North
  - Prix des lecteurs du Siegessäule : Drôle de Félix – Réalisateurs : Olivier Ducastel et Jacques Martineau
- 2001 :
  - Meilleur film : Hedwig and the Angry Inch – Réalisateur : John Cameron Mitchell
  - Meilleur documentaire/essai : Trembling Before G-d – Réalisateur : Sandi Simcha DuBowski
  - Meilleur court-métrage : Erè Mèla Mèla – Réalisateur : Daniel Wiroth
  - Prix du jury : Forbidden Fruit – Réalisateurs : Sue Maluwa-Bruce et Beate Kunath
  - Teddy spécial : Moritz de Hadeln
  - Prix des lecteurs du Siegessäule : Satree lek – Réalisateur : Yongjoot Thongkontoon
- 2002 :
  - Meilleur film : Walking on Water – Réalisateur : Tony Ayres
  - Meilleur documentaire/essai : Alt om min far – Réalisateur : Even Benestad
  - Meilleur court-métrage : Celebration – Réalisateur : Daniel Stedman
  - Prix du jury : Juste une femme – Réalisateur : Mitra Farahani
  - Prix des lecteurs du Siegessäule : Walking on Water – Réalisateur : Tony Ayres
- 2003 :
  - Meilleur film : Mil nubes de paz cercan el cielo, amor, jamás acabarás de ser amor – Réalisateur : Julián Hernández
  - Meilleur documentaire/essai: Ich kenn keinen – Allein unter Heteros – Réalisateur : Jochen Hick
  - Meilleur court-métrage : Fremragende Timer – Réalisateurs : Lars Krutzkoff et Jan Dalchow
  - Teddy spécial : Friedrich Wilhelm Murnau
  - Prix des lecteurs du Siegessäule : The Event – Réalisateur : Thom Fitzgerald
- 2004 :
  - Meilleur film : Wild Side – Réalisateur : Sébastien Lifshitz, France
  - Meilleur documentaire/essai : The Nomi Song – Réalisateur : Andrew Horn
  - Meilleur court-métrage : ¿Con qué la lavaré? – Réalisateur : Maria Trénor
  - Teddy spécial : Edition Salzgeber
  - Prix des lecteurs du Siegessäule : Spy Girls - D.E.B.S. – Réalisateur : Angela Robinson
- 2005 :
  - Meilleur film : Un año sin amor – Réalisateur : Anahí Berneri, Argentine
  - Meilleur documentaire/essai : Le Bal des chattes sauvages (Katzenball) – Réalisatrice : Veronika Minder
  - Meilleur court-métrage : The Intervention – Réalisateur : Jay Duplass
  - Prix des lecteurs du Siegessäule : Transamerica – Réalisateur : Duncan Tucker
- 2006 :
  - Meilleur film : L'Éveil de Maximo Oliveros (Ang Pagdadalaga ni Maximo Oliveros) – Réalisateur : Auraeus Solito
  - Meilleur documentaire : Au-delà de la haine – Réalisateur : Olivier Meyrou
  - Meilleur court-métrage : El día que morí – Réalisateur : Maryam Keshavarz
  - Prix du jury : Combat – Réalisateur : Patrick Carpentier
  - Prix des lecteurs du Siegessäule : Paper Dolls – Réalisateur : Tomer Heymann
- 2007 :
  - Meilleur film : Ci qing / Mandala ou Spider Lilies – Réalisateur : Zero Chou
  - Meilleur documentaire : A walk into the sea: Danny Williams and the Warhol factory – Réalisateur : Esther B. Robinson
  - Teddy spécial : Helmut Berger für sein Gesamtwerk
  - Prix des lecteurs du Siegessäule : The Bubble – Réalisateur : Eytan Fox
  - Teddy Ballot Volkswagen-Zuschauerpreis : Tagebuch eines Skandals - Réalisateur : Richard Eyre
  - Prix spécial : La León – Réalisateur : Santiago Otheguy
- 2008 :
  - Meilleur film : The Amazing Truth About Queen Raquela – Réalisateur : Olaf de Fleur Johannesson
  - Meilleur documentaire : Football Under Cover – Réalisateurs : David Assmann und Ayat Najafi
  - Meilleur court-métrage : Tá - Réalisateur : Felipe Sholl
  - Prix du jury : Be Like Others - Réalisation : Tanaz Eshaghian
  - Prix des lecteurs Siegessäule „Else“ : Be Like Others - Réalisation : Tanaz Eshaghian
  - Prix Volkswagen-Zuschauerpreis : Football Under Cover – Réalisateurs : David Assmann und Ayat Najafi
  - Teddy spécial : Hans Stempel und Martin Ripkens pour leur engagement de plus de 50 ans pour la culture cinématographique, en tant que critiques de films et réalisateurs
  - Teddy spécial : Keith Collins, Simon Fisher Turner, Isaac Julien, James Mackay (en) et Tilda Swinton qui se battent ensemble pour maintenir en vie l'héritage du réalisateur britannique de Derek Jarman
- 2009 :
  - Meilleur film : Rabioso sol, rabioso cielo (Raging Sun, Raging Sky) de Julián Hernández
  - Meilleur documentaire : Fig Trees – John Greyson
  - Meilleur court-métrage : A Horse Is Not A Metaphor - Barbara Hammer
  - Siegessäule reader award: City of Borders - Yun Suh
  - Teddy spécial : Joe Dallesandro
  - Teddy spécial : John Hurt

### Années 2010
- 2010 :

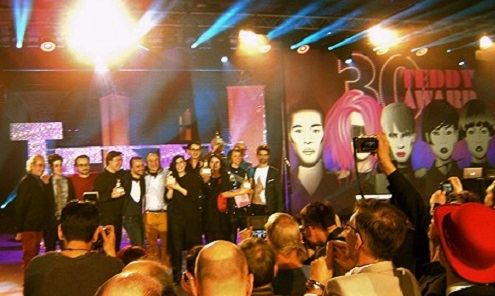
Cérémonie du Teddy Award en 2016.

  - Meilleur film : Tout va bien, The Kids Are All Right de Lisa Cholodenko
  - Meilleur documentaire : La bocca del lupo de Pietro Marcello
  - Meilleur court métrage : The Feast of Stephen de James Franco
  - Teddy du jury : Open (en) de Jake Yuzna
  - Prix du jury des lecteurs de Siegessäule (Preis der Siegessäule Leser Jury) : Postcard to Daddy de Michael Stock
  - Teddy d'honneur : Werner Schroeter
- 2011 :
  - Meilleur film : Absent (Ausente) de Marco Berger
  - Meilleur documentaire : The Ballad of Genesis and Lady Jaye de Marie Losier
  - Meilleur court métrage : Générations de Barbara Hammer et Gina Carducci
  - Teddy du jury : Tomboy de Céline Sciamma
  - Prix du jury des lecteurs de Siegessäule (Preis der Siegessäule Leser Jury) : Stadt Land Fluss de Benjamin Cantu
  - Teddy d'honneur : Pieter-Dirk Uys
- 2012 :
  - Meilleur film : Keep the Lights On d'Ira Sachs
  - Meilleur documentaire : Call Me Kuchu de Malika Zouhali-Worrall et Katherine Fairfax Wright
  - Meilleur court métrage : Loxoro de Claudia Llosa
  - Teddy du jury : Jaurès de Vincent Dieutre
  - Prix du jury des lecteurs de Siegessäule (Preis der Siegessäule Leser Jury) : Parada de Srdjan Dragojevic
  - Teddy d'honneur : Mario Montez
  - Teddy d'honneur : Ulrike Ottinger
- 2013 :
  - Meilleur film : Aime et fais ce que tu veux (W imię...) de Małgorzata Szumowska
  - Meilleur documentaire/essai : Bambi de Sébastien Lifshitz
  - Meilleur court métrage : Undress Me (Ta av mig) de Victor Lindgren
  - Prix du jury des lecteurs de Siegessäule (Preis der Siegessäule Leser Jury) : Aime et fais ce que tu veux (W imię...) de Małgorzata Szumowska
  - Teddy du jury : Concussion de Stacie Passon
  - Teddy d'honneur : STEPS for the Future“ – Südafrika
- 2014 :
  - Meilleur film : Hoje eu quero voltar sozinho (Au premier regard) de Daniel Ribeiro
  - Meilleur documentaire/essai : Le Cercle (Der Kreis) de Stefan Haupt
  - Meilleur court métrage : Mondial 2010 de Roy Dib
  - Teddy du jury : Pierrot Lunaire de Bruce LaBruce
  - Prix du jury des lecteurs de Siegessäule (Preis der Siegessäule Leser Jury) : 52 Tuesdays de Sophie Hyde
  - Teddy d'honneur : Elfi Mikesch
  - Teddy d'honneur : Rosa von Praunheim
  - Prix David Kato Vision & Voice : Sou Sotheavy (activiste transgenre cambodgienne)
- 2015 :
  - Meilleur film : Nasty Baby - Sebastián Silva
  - Meilleur documentaire/essai : El hombre nuevo - Aldo Garay
  - Meilleur court métrage : San Cristobal - Omar Zúñiga Hidalgo
  - Teddy du jury : Stories of Our Lives - Jim Chuchu
  - Prix du jury des lecteurs de Siegessäule (Preis der Siegessäule Leser Jury) : Zui sheng meng si de Chang Tso-chi
  - Teddy d'honneur : Udo Kier
- 2016 (il s'agit du 30e anniversaire des Teddy Awards) :
  - Meilleur film : Kater (Tomcat) - Händl Klaus
  - Meilleur documentaire/essai : Kiki de Sara Jordenö
  - Meilleur court métrage : Moms on Fire
  - Teddy du jury : Nunca vas a estar solo (en) (You Will Never Be Alone) de Alex Anwandter
  - Teddy spécial : Christine Vachon
  - Prix du jury des lecteurs de Männer (Preis der Männer Leser Jury) : Mãe só há uma (Don't Call Me Son) de Anna Muylaert
  - Prix du public : Théo et Hugo dans le même bateau (Paris 05:59) de Olivier Ducastel et Jacques Martineau
- 2017 :
  - Meilleur film : Une femme fantastique (Una mujer fantástica) - Sebastián Lelio
  - Meilleur documentaire/essai : Rì cháng duì huà (Small Talk) - Hui-Chen Huang
  - Meilleur court métrage : Min Homosyster (My Gay Sister) - Lia Hietala
  - Teddy du jury : Karera ga honki de amu toki wa (Close-Knit) - Naoko Ogigami
  - Prix du jury des lecteurs de Männer (Preis der Männer Leser Jury) : Seule la Terre (God's Own Country) de Francis Lee
  - Teddy d'honneur : Monika Treut
- 2018 :
  - Meilleur film : Hard Paint (Tinta Bruta) - Marcio Reolon et Filipe Matzembacher
  - Meilleur documentaire/essai : Bixa Travesty - Claudia Priscilla et Kiko Goifam
  - Meilleur court métrage : Three Centimetres - Lara Zeidan
  - Teddy du jury : Obscuro Barroco (en) - Evangelía Kranióti
  - L'Oreal TEDDY Newcomer Award : Mon père - Alvaro Delgado Aparicio
  - Prix du jury des lecteurs de Mannschaft (Preis der Mannschaft Leser Jury) : Les Héritières (Las herederas) de Marcelo Martinessi
- 2019 :
  - Meilleur film : Breve historia del planeta verde — Santiago Loza
  - Meilleur Documentaire/essai : Lemebel — Joanna Reposi Garibaldi
  - Meilleur court métrage : Entropia — Flóra Anna Buda
  - Teddy du jury : A Dog Barking at the Moon (es) — Xiang Zi
  - Prix des lecteurs sponsorisé par queer.de: Breve historia del planeta verde — Santiago Loza
  - Teddy d'honneur : Falk Richter

### Années 2020
- 2020 :
  - Meilleur film : No Hard Feelings (Futur Drei) — Faraz Shariat (de)
  - Meilleur Documentaire/essai : Si c'était de l'amour — Patric Chiha
  - Meilleur court métrage : Playback. Ensayo de una despedida — Agustina Comedi
  - Teddy du jury : Days (Rìzi) — Tsai Ming-liang
  - Prix des lecteurs sponsorisé par queer.de: No Hard Feelings (Futur Drei) — Faraz Shariat
  - Teddy spécial - Activist Award : Bienvenue en Tchétchénie (Welcome to Chechnya) — David Isteev, Olga Baranova and Maxim Lapunov
- 2021 :
  - Meilleur film : Miguel's War — Eliane Raheb
  - Meilleur court métrage : International Dawn Chorus Day — John Greyson
  - Teddy du jury : Instructions for Survival (en) — Yana Ugrekhelidze
  - Teddy d'honneur : Jenni Olson
- 2022 :
  - Meilleur film : Três tigres tristes — Gustavo Vinagre
  - Meilleur Documentaire/essai : Alis (de) — Nicolas van Hamelryck et Clare Weiskopf
  - Meilleur court métrage : Exalted Mars — Jean-Sébastien Chauvin
  - Teddy du jury : Nelly & Nadine — Magnus Gertten
- 2023[2] :
  - Meilleur film : All The Colors in the World Are Between Black and White — Babatunde Apalowo
  - Meilleur Documentaire/essai : Orlando, ma biographie politique — Paul B. Preciado
  - Meilleur court métrage : Dipped in Black (Marungka tjalatjunu) — Matthew Thorne et Derik Lynch
  - Teddy du jury : Silver Haze (en) — Vicky Knight (en)
  - Prix spécial : Festival international du film de Kiev Molodist - Andriy Khalpakhchi et Bohdan Zhuk
- 2024 :
  - Meilleur film : All Shall Be Well — Ray Yeung
  - Meilleur Documentaire/essai : Teaches of Peaches (de) — Judy Landkammer et Philipp Fussenegger
  - Meilleur court métrage : Grandmamauntsistercat — Zuza Banasińska
  - Teddy du jury : Crossing — Levan Akin
  - Prix spécial : Lothar Lambert
- 2025[3] :
  - Meilleur film : Lesbian Space Princess (de) — Leela Varghese et Emma Hough Hobbs
  - Meilleur Documentaire/essai : Satanische Sau (de) — Rosa von Praunheim
  - Meilleur court métrage : Lloyd Wong, Unfinished — Lesley Loksi Chan
  - Teddy du jury : Wenn du Angst hast nimmst du dein Herz in den Mund und lächelst (de) — Marie Luise Lehner
  - Prix spécial : Todd Haynes